# Año juliano (astronomía)
En astronomía, un año juliano (símbolo: a) es la unidad de medida de tiempo definido como exactamente 365,25 días de 86 400 segundos cada uno (Sistema Internacional de Unidades), totalizando 31 557 600 segundos. El año juliano es el valor medio del año en el calendario juliano usado por las sociedades occidentales en la antigüedad y da nombre a la unidad de medida. No obstante, el año juliano designa duración y no fecha, y no se corresponde con los años del calendario juliano o de cualquier otro calendario.

## Uso
El año juliano no es una unidad de medida del Sistema Internacional (SI), pero es reconocido por la Unión Astronómica Internacional (UAI) como una unidad para su uso en astronomía. Hasta 1984, se estuvieron utilizando en astronomía de forma simultánea el año juliano y año trópico medio. Ya en 1898, Simon Newcomb utilizó en sus Tablas Solares el siglo juliano (con 36.525 días) y "el siglo solar" (con 36 524.22 días), una forma redondeada de la media de 100 años trópicos, con un valor de  365.242 198 79 días cada uno según Newcomb. Sin embargo, el año trópico medio no es adecuado como unidad de medida porque su duración varía ligeramente de año en año (6,14×10−8 días según Newcomb). En cambio, el año juliano, definido en términos de unidades del SI es tan preciso como estas unidades, es constante, y permite aproximar el año sideral y el año trópico en ±0.008 días.
Así mismo, el año juliano es la base de la definición del año-luz como una unidad de medida de distancia.

## Épocas
En astronomía, una época especifica un momento preciso en el tiempo. Las posiciones de los objetos celestes y de las efemérides astronómicas, medidas desde la Tierra, cambian con el tiempo, así que al medir o predecir posiciones celestes, se debe especificar la época a que pertenecen. Se elige una nueva época estándar cada 50 años.
La época estándar en uso actualmente (año 2017) es la época juliana J2000.0. Se inició exactamente a las 12:00 TT (muy cerca, pero no exactamente coincidente con el mediodía del Tiempo medio de Greenwich) del día 1 de enero del año 2000 correspondiente al calendario gregoriano (y no del juliano). En astronomía, el adjetivo juliano no tiene relación con el antiguo calendario, y simplemente hace referencia a un período de tiempo exacto de 365,25 días antes o después de J2000.0. Por ejemplo, la futura época J2100.0 se iniciará exactamente 36.525 días (un siglo juliano) después de J2000.0, a las 12:00 TT del 1 de enero de 2100 (las fechas del 1 de enero todavía serán coincidentes, porque el siglo gregoriano 2000 – 2100 tiene el mismo número de días que el siglo juliano).
Dado que los años julianos no son exactamente de la misma longitud que los años en el calendario gregoriano, las épocas astronómicas divergen notablemente del calendario gregoriano en unos cien años. Por ejemplo, en los próximos 1000 años, se descontarán siete días del calendario gregoriano (correspondientes a los siete años bisiestos, que son múltiplos de cien, y no de cuatrocientos), pero no será así en los correspondientes 1000 años julianos, por lo que J3000.0 será el 8 de enero del año 3000 a las 12:00 TT.

## Calendario juliano; concepto
El año juliano es una medida uniforme de tiempo. No debe confundirse con los años históricos de longitud variable del calendario juliano. Los años julianos astronómicos no están numerados. Los astrónomos siguen el mismo convenio para la datación de fechas aceptado por la comunidad mundial: utilizan el calendario gregoriano para el registro de eventos desde su introducción el día 15 de octubre de 1582 (o posterior, dependiendo del país) y el calendario juliano para eventos antes de esa fecha.

## Día juliano; concepto
La fecha juliana (la especificada por el calendario juliano) no se debe confundir con el día juliano (también Número de Días Julianos o JDN -Julian Day Number en inglés-), que también se utiliza en astronomía. A pesar de la similitud de nombres, hay poca conexión entre los dos. El día juliano es una forma de referenciar un determinado lapso de tiempo como el número entero de días transcurridos desde una fecha de referencia o época, especificándose un instante concreto dentro de un día mediante una fracción decimal. El día juliano únicamente especifica una fecha (es decir, el número de días transcurrido) sin referencia alguna al día de la semana, del mes o del año de ninģun calendario en particular.